# 李响
李响（1979年10月15日—），本名李心，汉族，中国演员、主持人，2002年至2008年在湖南卫视主持《快乐男声》《超级女声》《超级家族》等热门栏目，2009年至今在江苏卫视主持《绝对唱响》《职来职往》《全能星战》等栏目。

## 主要经历
- 1979年 出生于山东省济南市；
- 1996年 考入浙江传媒学院播音与主持艺术专业本科班（2000年毕业）；
- 2000年 加入湖南电视台娱乐频道，主持《体育中心》《大赛场》；
- 2002年 加入湖南卫视主持《音乐Y地带》；
- 2003年 主持湖南娱乐频道《超级家族》；
- 2004年 主持湖南卫视《超级女声》；
- 2005年 主演偶像剧《美丽分贝》[1]；
- 2006年 主持湖南卫视《超级女声》[2]；
- 2007年 主持湖南卫视《快乐男声》[3]；
- 2008年 担任电视剧《丑女无敌》主角；
- 2009年 与湖南卫视合约到期，签约江苏卫视主持《绝对唱响》《名师高徒》[4]；
- 2010年 主持中国教育频道和江苏卫视联合打造的职场真人秀栏目《职来职往》[5]；
- 2011年 获得《新周刊》“2011中国电视榜最佳生活类节目主持人奖”[6]；
- 2012年 主持江苏卫视《创赢未来》[7]，并发行个人写真书籍《响聊聊职场》[8]；
- 2013年 主持江苏卫视《全能星战》[9]；
- 2014年 公开与湖南卫视主持人孙骁骁恋情，好事将近准备随时结婚[10][11];
- 2015年5月11日晚，在江苏卫视明星夫妻真人秀《为她而战》的录制现场，李响跪地向女友孙骁骁求婚[12]。

## 主持节目

### 大型晚会
- 2004年 湖南卫视《金鹰电视艺术节开幕式》；
- 2005年 湖南卫视《跨年演唱会》；

### 大型活动
- 2001年-2008年 湖南娱乐《星姐选举》全国选美大赛
- 2004年 湖南卫视《超级男声》全国歌唱比赛；
- 2004年 湖南卫视《超级女声》全国歌唱比赛；
- 2005年 湖南卫视《超级女声》全国歌唱比赛；
- 2005年 湖南卫视《超级女声》全国巡回演唱会；
- 2006年 湖南卫视《超级女声》全国歌唱比赛；
- 2007年 湖南卫视《快乐男声》全国歌唱比赛；
- 2009年 江苏卫视《绝对唱响》全国歌唱比赛；
- 2009年 江苏卫视《名师高徒》全国歌唱比赛；

### 电视节目
- 2000年-2001年 湖南电视台文体频道《体育中心》《大赛场》
- 2002年-2008年 湖南卫视《音乐Y地带》、湖南电视台娱乐频道《超级家族》
- 2003年-2005年 湖南电视台娱乐频道《天才bangbangbang》
- 2010年 江苏卫视《欢喜冤家》
- 2010年-2014年 中国教育频道VS江苏卫视《职来职往》
- 2012年-2014年 江苏卫视《创赢未来》
- 2013年 江苏卫视《全能星战》
- 2015年 江苏卫视 蒙面歌王 (评委)

## 音乐作品
| 发行时间 | 单曲名字                         | 备注                       |
| -------- | -------------------------------- | -------------------------- |
| 2006年   | 《借你耳朵说我爱你》（VS陈西贝） | 收录于《美丽分贝原声大碟》 |
| 2010年   | 《夸父》                         |                            |
| 2012年   | 《响聊聊》                       |                            |

## 影视作品

### 电视剧
| 上映时间 | 电视剧       | 扮演角色 | 备注 |
| -------- | ------------ | -------- | ---- |
| 1999年   | 《海瑞》     | 客串     |      |
| 2006年   | 《美丽分贝》 | 宋天孙   |      |
| 2009年   | 《丑女无敌》 | 张强     |      |

### 电影
| 上映时间 | 电影           | 扮演角色 | 备注 |
| -------- | -------------- | -------- | ---- |
| 1996年   | 《蝴蝶谷》     | 客串     |      |
| 2012年   | 《炸弹、炸弹》 | 客串     |      |

### 綜藝節目
- 2015年 《爲她而戰》

## 其他作品
- 2012年4月1日 发行书籍《响聊聊职场》，由中国商业出版社出版